# زمفيرا
زمفيرا ((بالروسية: Земфира Талгатовна Рамазанова)‏, (بالتتارية: Земфира Тәлгать кызы Рамазанова, Zemfira Tälğät qızı Ramazanova)‏ (مواليد 26 أغسطس 1976 في مدينة أوفا،باشكورستان) هي مغنية روك روسية. بدأت الغناء منذ 1998 وحظيت بشعبية كبيرة في روسيا ودول ما بعد الاتحاد السوفييتي باعت زمفيرا حتي الآن أكثر من 3 ملايين نسخة.

## روابط خارجية
- زمفيرا على موقع IMDb (الإنجليزية)
- زمفيرا على موقع ميوزك برينز (الإنجليزية)
- زمفيرا على موقع ميوزك برينز (الإنجليزية)
- زمفيرا على موقع أول ميوزيك (الإنجليزية)
- زمفيرا على موقع ديسكوغز (الإنجليزية)
- زمفيرا على موقع ديسكوغز (الإنجليزية)
- زمفيرا على موقع قاعدة بيانات الفيلم (الإنجليزية)